# Argoptochus
Argoptochus är ett släkte av skalbaggar. Argoptochus ingår i familjen vivlar.

## Dottertaxa tillArgoptochus, i alfabetisk ordning[1]
- Argoptochus albanicus
- Argoptochus bifoveolatus
- Argoptochus bisignatus
- Argoptochus championi
- Argoptochus cretensis
- Argoptochus emgei
- Argoptochus graecus
- Argoptochus grandicornis
- Argoptochus henschi
- Argoptochus innotatus
- Argoptochus interruptus
- Argoptochus leonhardi
- Argoptochus longisetis
- Argoptochus megacephalus
- Argoptochus minimus
- Argoptochus opthalmicus
- Argoptochus periteloides
- Argoptochus quadrisignatus
- Argoptochus ravasinii
- Argoptochus reitteri
- Argoptochus schatzmayri
- Argoptochus schwarzi
- Argoptochus serbicus
- Argoptochus strobli
- Argoptochus subsignatus
- Argoptochus unicolor
- Argoptochus vindobonensis
- Argoptochus virens
- Argoptochus viridilimbatus